# Symmetrics Cycling Team/2008
Deze pagina geeft een overzicht van de Symmetrics Cycling Team-wielerploeg in 2008.

## Algemeen
Algemeen manager: Mark Cunningham
Teammanager: Matthew Barth
Ploegleider: Kevin Fields
Fietsen: Norco

## Renners
| Naam                         | Geboortedatum | Nationaliteit | Ploeg 2007 |
| ---------------------------- | ------------- | ------------- | ---------- |
| Ryan Anderson                | 22-07-1987    | Canada        | Neo        |
| Zach Bell                    | 14-11-1982    | Canada        |            |
| Brandon Crichton             | 22-02-1985    | Canada        |            |
| Jacob Erker                  | 22-12-1975    | Canada        |            |
| Cameron Evans                | 10-01-1984    | Canada        |            |
| Geoff Kabush                 | 14-04-1977    | Canada        |            |
| Christian Meier              | 21-02-1985    | Canada        |            |
| François Parisien (tot 31-5) | 27-04-1982    | Canada        |            |
| Andrew Pinfold               | 14-08-1978    | Canada        |            |
| Andrew Randell               | 04-07-1974    | Canada        |            |
| Will Routley                 | 23-05-1983    | Canada        |            |
| Jeff Sherstobitoff           | 17-06-1982    | Canada        |            |
| Svein Tuft                   | 09-05-1977    | Canada        |            |
| Eric Wohlberg                | 08-01-1965    | Canada        |            |

## Overwinningen
Continentale kampioenschappen
Pan-Amerika: Tijdrit, Elite: Svein Tuft
Nationale kampioenschappen
 Canada, Wegrit, Elite: Christian Meier
 Canada, Tijdrit, Elite: Svein Tuft
Tour de Beauce
4e etappe deel A (ITT): Svein Tuft
Eindklassement: Svein Tuft
Ronde van Guadeloupe
3e etappe: Cameron Evans
2005 · 2006 · 2007 · 2008